# Gábor Sztehlo

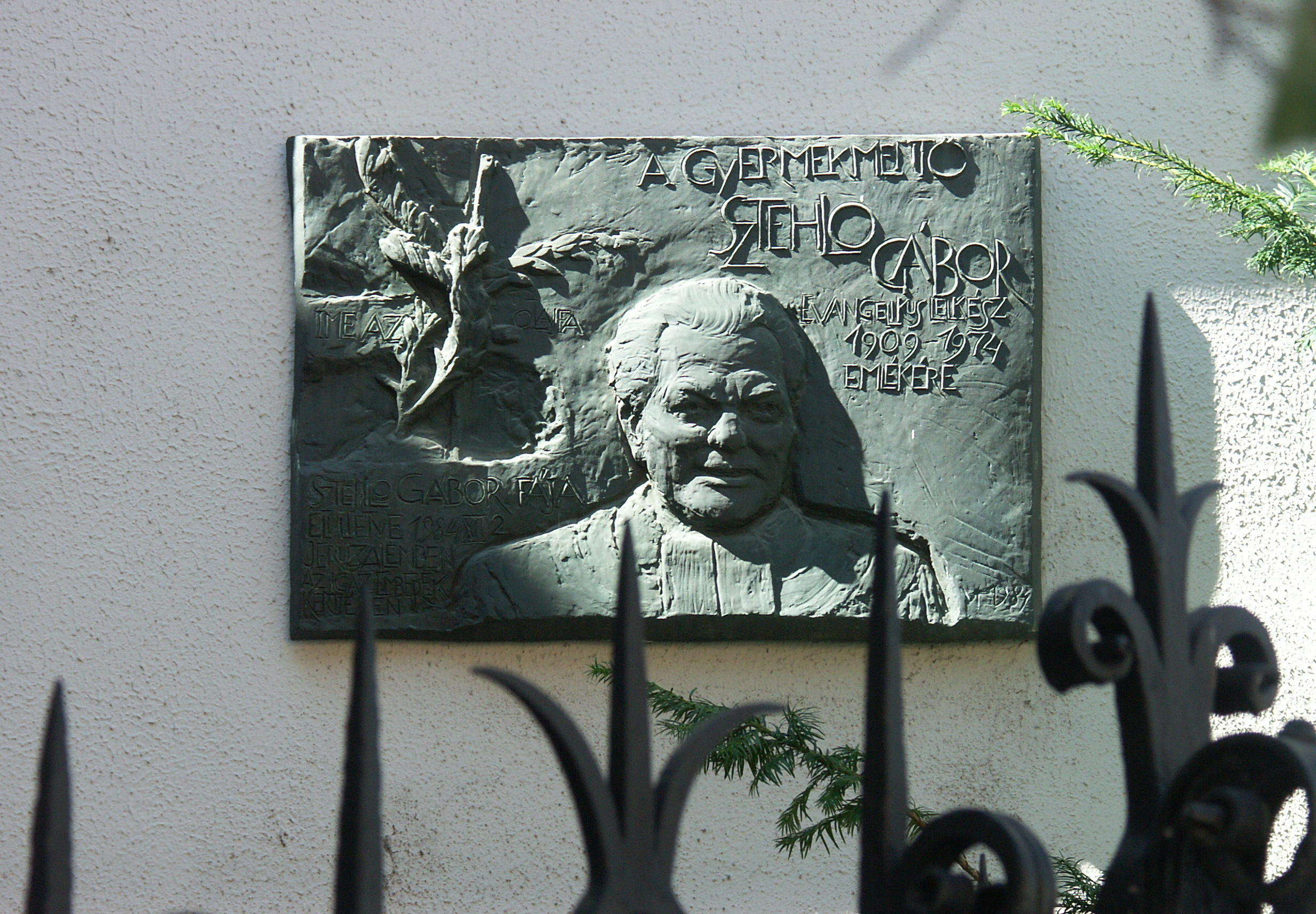

Gábor Sztehlo (ur. 25 września 1909 w Budapeszcie, zm. 28 maja 1974 w Interlaken der Oberhasli, Szwajcaria) – węgierski pastor luterański, który w okresie drugiej wojny światowej uratował dwa tysiące ludzi, twórca „republiki dziecięcej” Gaudiopolis.

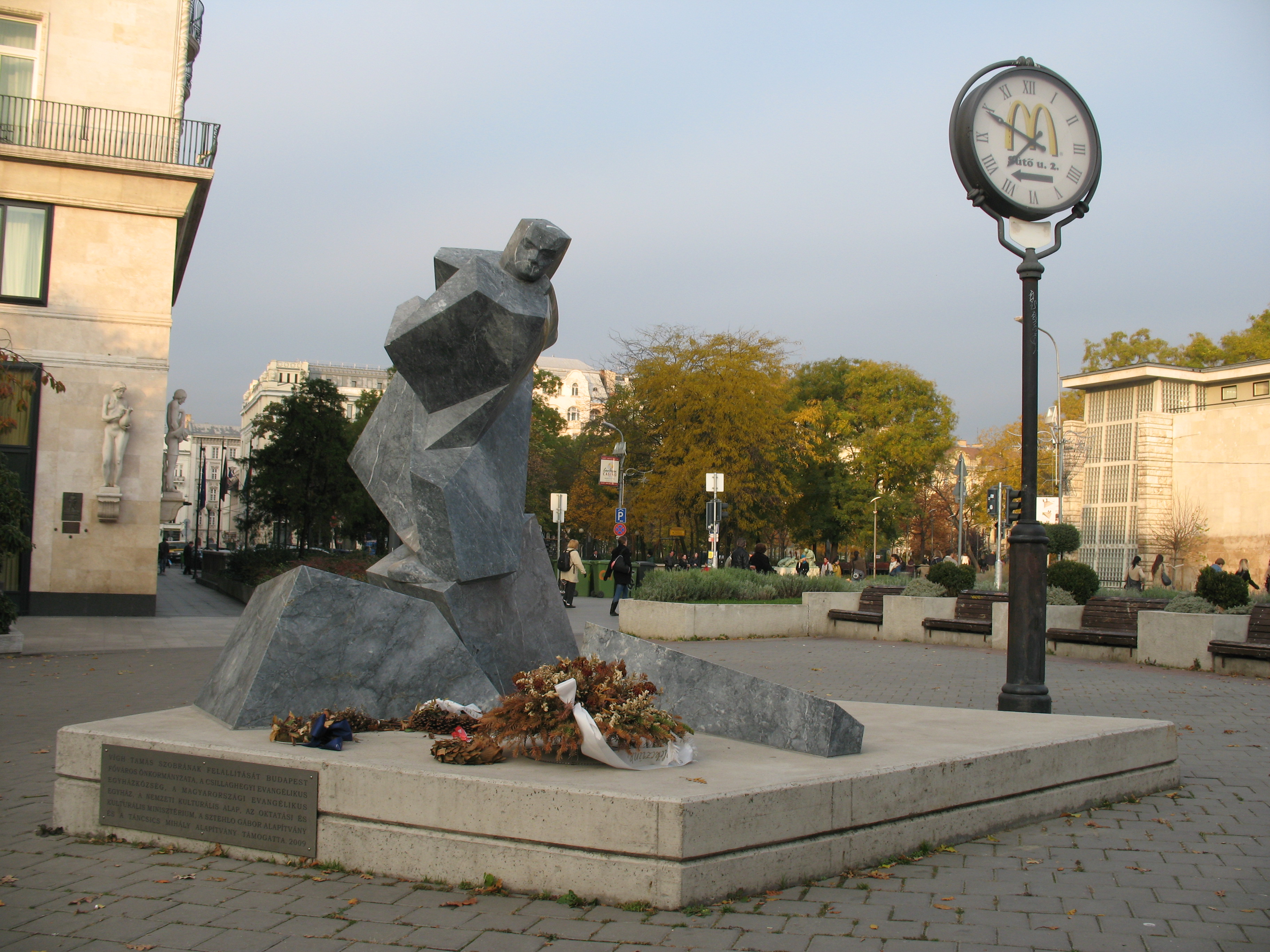
Pomnik Gábora Sztehlo na placu Deáka w Budapeszcie

## Życie
Po ukończeniu teologii w Sopron w 1931 roku uzyskał stypendium do Finlandii, gdzie zapoznał się z ruchem szkół ludowych. 28 maja 1932 roku został wyświęcony na pastora. Po święceniach został pastorem wspólnoty na zamku budańskim, wkrótce potem trafił na placówkę w Hatvan, gdzie spędził lata 1933–1935. Dzięki jego pracy w 1935 został tam zbudowany i poświęcony nowy zbór luterański. Przeniesiony do Kistarcsa spędził tam lata 1935–1942. W 1936 roku ożenił się z Iloną Lehel. W 1937 roku narodziła się myśl założenia w Kistarcsa szkoły ludowej, powstała ona rok później.
W marcu 1944 roku biskup Sándor Raffay zlecił mu podjęcie akcji ratowania przechrzczonych żydowskich dzieci w ramach stowarzyszenia Dobry Pasterz (Jó Pásztor Egyesület) prowadzonego wspólnie z kościołem ewangelicko-reformowanym. Szybko jednak Sztehlo zaczął pomagać wszystkim osobom pochodzenia żydowskiego bez względu na ich wyznanie. Do Bożego Narodzenia zorganizował w domach prywatnych 32 domy dziecka, w których znalazło schronienie 1600 dzieci i 400 osób personelu. Pomoc w zaopatrzeniu domów uzyskał od szwajcarskiej misji Czerwonego Krzyża kierowanej przez Friedricha von Borna. Z niewielkimi wyjątkami wszyscy podopieczni Sztehlo, wśród nich przyszły laureat nagrody Nobla György Oláh, wojnę szczęśliwie przeżyli.
Wiosną 1945 Sztehlo zorganizował dom dziecka dla sierot znajdujących się pod jego opieką. Dom działał pod nazwą PAX w willi zaoferowanej przez przemysłowca Manfréda Weissa aż do nacjonalizacji 7 stycznia 1950 roku. W domu funkcjonowało Gaudiopolis – miasto radości.
Po przymusowym zakończeniu pracy w domu dziecka PAX Sztehlo został pastorem pomocniczym kolejno w zgromadzeniach na zamku budańskim, w Kelenföld, a potem w Kőbánya aż do października 1951 roku.
Przez następną dekadę aż do 1961 roku w ramach kościoła luterańskiego zakładał domy opieki dla osób starszych i niepełnosprawnych umysłowo. Po założeniu prowadził taki dom w Pesthidegkút.
Żona i dzieci Sztehlo wyjechali do Szwajcarii w 1956 roku, on jednak nie chciał zostawiać swojej pracy. W trakcie rodzinnej wizyty w Szwajcarii w 1961 roku doznał zawału. Paszport jego stracił ważność podczas rekonwalescencji i Sztehlo nie mógł już wrócić na Węgry bez uniknięcia zarzutu nielegalnego przedłużenia pobytu za granicą. Dlatego też zdecydował się zostać w Szwajcarii gdzie pracował jako pastor.
W 1973 przyznano mu tytuł Sprawiedliwego wśród Narodów Świata, w tym samym roku władze Szwajcarii zgłosiły jego kandydaturę do pokojowej nagrody Nobla.
Zmarł w 1974 roku na dwa miesiące przed oczekiwanym uzyskaniem obywatelstwa szwajcarskiego, które umożliwiłoby mu odwiedzenie ojczyzny. Prochy jego złożono później na cmentarzu Farkasréti.

## Gaudiopolis – miasto radości
We wrześniu 1945 roku, na pięć miesięcy przed powstaniem Republiki Węgierskiej, blisko 800 ocalonych dzieci ukonstytuowało w domu PAX prowadzonym przez Sztehlo „Republikę dziecięcą”. Dzieci wybierały własny rząd, miały konstytucję i inne prawa. „Obywatele republiki”, można nim było zostać od wieku lat 9, uczyli się zawodów i pracowali, kwitło życie kulturalne. Płacono dolarami Gapo, pismo satyryczne nazywało się „Gapo-Matyi” (nawiązanie do pisma Ludas Matyi).
Gaudiopolis funkcjonowało wyłącznie ze środków Międzynarodowego Czerwonego Krzyża, nie dostawało wsparcia państwa ani kościoła. Istniało do 1950 roku kiedy dom dziecka znacjonalizowano.

## Pamięć
- Zainspirował akcję i główną postać filmu pt. „Valahol Európában”.
- W 1990 roku powstała fundacja nosząca jego imię.
- Tablica upamiętniająca go znajduje się na zborach w Hatvan i na zamku budańskim, a także w dwóch miejscach w Nagytarcsa.
- Ulica Sztehlo istnieje w Nagytarcsa, w Budzie, w Salgótarján jego imię nosi dom pensjonat.
- Dom dziecka im. Pála Vasváriego przy ulicy Budakeszi 48 przyjął imię Sztehlo w setną rocznicę jego urodzin.
- 25 września 2009 roku, w setną rocznicę urodzin odsłonięto pomnik Sztehlo na placu Deáka w Budapeszcie.
- 3 czerwca 2010 roku budański odcinek nabrzeża między placem Batthyaniego a mostem Łańcuchowym został nazwany imieniem Gábora Sztehlo.